# 大鹿靖明
大鹿 靖明（おおしか やすあき、1965年 - ）は朝日新聞の記者。東京都出身。

## 略歴・人物
早稲田大学政治経済学部政治学科卒業後、1988年朝日新聞社入社。青森、静岡支局、東京、大阪両本社経済部記者を経て、『AERA』編集部に所属。2012年より再び朝日新聞経済部記者。
『AERA』では経済記事を担当。2004年のプロ野球新規参入騒動後、堀江貴文、村上世彰、三木谷浩史らヒルズ族を数多く取り上げる。ライブドア事件の最中にテレビ朝日の報道番組に出演し、検察の捜査を批判して堀江や村上を擁護したことで注目された。
2006年、『ヒルズ黙示録　検証・ライブドア』で第28回講談社ノンフィクション賞候補、第5回新潮ドキュメント賞候補に。
2012年、『メルトダウン　ドキュメント福島第一原発事故』で第34回講談社ノンフィクション賞受賞。

## 記事
- ライブドア事件では、東京地検特捜部による捜査や、報道内容が不当として、「『万引き』で『死刑宣告』」などと検察の捜査のあり方を疑問視した。
- 「村上『無罪』への大逆転－仰天シナリオ[2]」で村上世彰の無罪主張を掲載。
- 「堀江激白120分《ボクは無罪のつもり》[3]」で堀江の独占インタビュー。
- 福島第一原子力発電所事故では「清水社長 空白の10時間[4]」で、自衛隊機に搭乗して東京に急いだ東電・清水社長が民主党の北沢俊美防衛相の指示で逆戻りさせられ飛行機をおろされたことをスクープした。

## 著書
- 『ヒルズ黙示録…検証・ライブドア』朝日新聞社（原著2006年4月）。ISBN 4022501758。
- 『ヒルズ黙示録・最終章』朝日新聞社〈朝日新書〉（原著2006年11月）。ISBN 9784022731135。
- 『堕ちた翼　ドキュメントＪＡＬ倒産』朝日新聞出版（原著2010年4月）。ISBN 9784023308107。
- 『メルトダウン　ドキュメント福島第一原発事故』講談社（原著2012年1月）。ISBN 9784062174978。
- 『ジャーナリズムの現場から』講談社〈講談社現代新書〉（原著2014年8月）。ISBN 9784062882767。
- 『東芝の悲劇』  幻冬舎（原著2017年9月）。ISBN 9784344031753。
- 『金融庁戦記』　講談社　（2021年10月）